# Maladies du bois de la vigne
Les maladies du bois de la vigne sont des maladies cryptogamiques qui affectent le bois de la vigne  (Vitis vinifera). Il s'agit notamment de l'esca, de l'eutypiose et du dépérissement à Botryosphaeria ou black-dead-arm. Elles sont causées par une ou plusieurs espèces de champignons ascomycètes, parfois par un complexe d’une vingtaine d’agents pathogènes dont le rôle n’est pas encore clairement identifié. Ce sont les maladies les plus destructrices des vignobles dans le monde. Les fongicides (tels que l'arsénite de sodium ou la 8-hydroxyquinoléine, utilisés pour lutter contre l'esca) qui ont le potentiel de maîtriser ces maladies ont été interdits en Europe et il n'existe aucun traitement efficace disponible. De plus, aucun taxon de la vigne, cultivé ou sauvage, n'est connu pour être résistant à ces maladies. Une action visant à mettre au point de nouvelles stratégies de lutte contre ces maladies est nécessaire.

## Agent causaux
Les espèces fongiques suivantes, appartenant à plusieurs familles différentes, sont responsables des maladies du bois de la vigne. 
Cette liste de champignons phytopathogènes n'est certainement pas exhaustive car d'autres espèces sont continuellement associées aux chancres du bois et au dépérissement des branches de la vigne dans le monde :
- Botryosphaeriaceae : Botryosphaeria dothidea[6] et d'autres espèces du genre Botryosphaeria telles que Botryosphaeria obtusa, Botryosphaeria parva et Botryosphaeria australis[7], Lasiodiplodia theobromae, Diplodia seriata (agent de la botryosphaeriose)[8], Diplodia mutila (agent du dépérissement à Botryosphaeria), Diplodia corticola, Dothiorella iberica, Dothiorella viticola, Neofusicoccum parvum, Neofusicoccum australe, Neofusicoccum luteum, Neofusicoccum vitifusiforme et Neofusicoccum viticlavatum. Des espèces de Botryosphaeriaceae causent différentes maladies de la vigne, notamment le dépérissement à Botryosphaeria)[8] ;
- Diatrypaceae : Eutypa lata, agent causal de l'eutypiose ;
- Herpotrichiellaceae : Phaeomoniella chlamydospora (agent de l'esca et de la maladie de Petri) ;
- Hymenochaetaceae : Fomitiporia mediterranea (agent de l'esca) ;
- Nectriaceae : Cylindrocarpon sp., Ilyonectria sp., Dactylonectria sp. et Campylocarpon sp[9] (agents de la maladie du pied noir) ;
- Pleurostomataceae : Pleurostromophora richardsiae ;
- Togniniaceae, y compris Togninia minima, Phaeacremonium angustius, Phaeacremonium  mortoniae, Phaeacremonium viticola, Phaeacremonium parasiticum, Phaeoacremonium minimum (agent de l'esca et de la maladie de Petri) et d'autres espèces du genre Phaeoacremonium[9].

Pleurostromophora chlamydospora, Togninia minima et de nombreuses espèces du genre Phaeoacremonium sont les agents responsables de l'esca et de la maladie de Petri.